# Célébration de l'offrande
 (mars 2022).
Si vous disposez d'ouvrages ou d'articles de référence ou si vous connaissez des sites web de qualité traitant du thème abordé ici, merci de compléter l'article en donnant les références utiles à sa vérifiabilité et en les liant à la section « Notes et références ».
Célébration de l'offrande est un ouvrage écrit par Michel Tournier et Christian Jamet, publié aux éditions Albin Michel en 2001, dans la collection "Célébrations" .

## Analyse de l'ouvrage
Le regard de l'auteur de Gaspard, Melchior et Balthazar (Gallimard, 1980) et celui de Christian Jamet, historien de l'art, se rejoignent pour célébrer l'Adoration des mages dans laquelle les peintres, à la suite des théologiens et des mystiques, ont vu une "épiphanie", c'est-à-dire une manifestation de Dieu s'offrant aux hommes à travers son Fils .
À la méditation de l'écrivain, succède le commentaire de dix peintures choisies par Christian Jamet pour leur force expressive, entre l'intériorité et le faste.